# Clytra hajeki
Clytra hajeki es un coleóptero de la familia Chrysomelidae. Fue descrita científicamente por primera vez en 2002 por Medvedev & Kantner.